# Freud flyttar hemifrån...
Freud flyttar hemifrån...  un film del 1991 diretto da Susanne Bier.

## Riconoscimenti
- 1992 - Guldbagge
  - Migliore attrice a Gunilla Röör
  - Candidatura a miglior regista a Susanne Bier
  - Candidatura a migliore attrice a Ghita Nørby
  - Candidatura a migliore sceneggiatura a Marianne Goldman